# Craig Nicholls
Craig Nicholls (ur. 31 sierpnia 1977 roku w Sydney w Australii) – wokalista i gitarzysta australijskiej formacji muzycznej The Vines, założonej w 1991 roku. Artysta został zdiagnozowany jako osoba z zespołem Aspergera.
Jego ulubieni artyści: The Beatles, Muse, Swervedriver, The Kinks, Nirvana, Supergrass, Suede, Dandy Warhols, You Am I, The Verve, Silverchair, Blur, Radiohead, The White Stripes i, jak sam twierdzi, jeszcze wiele innych.